# Mütze

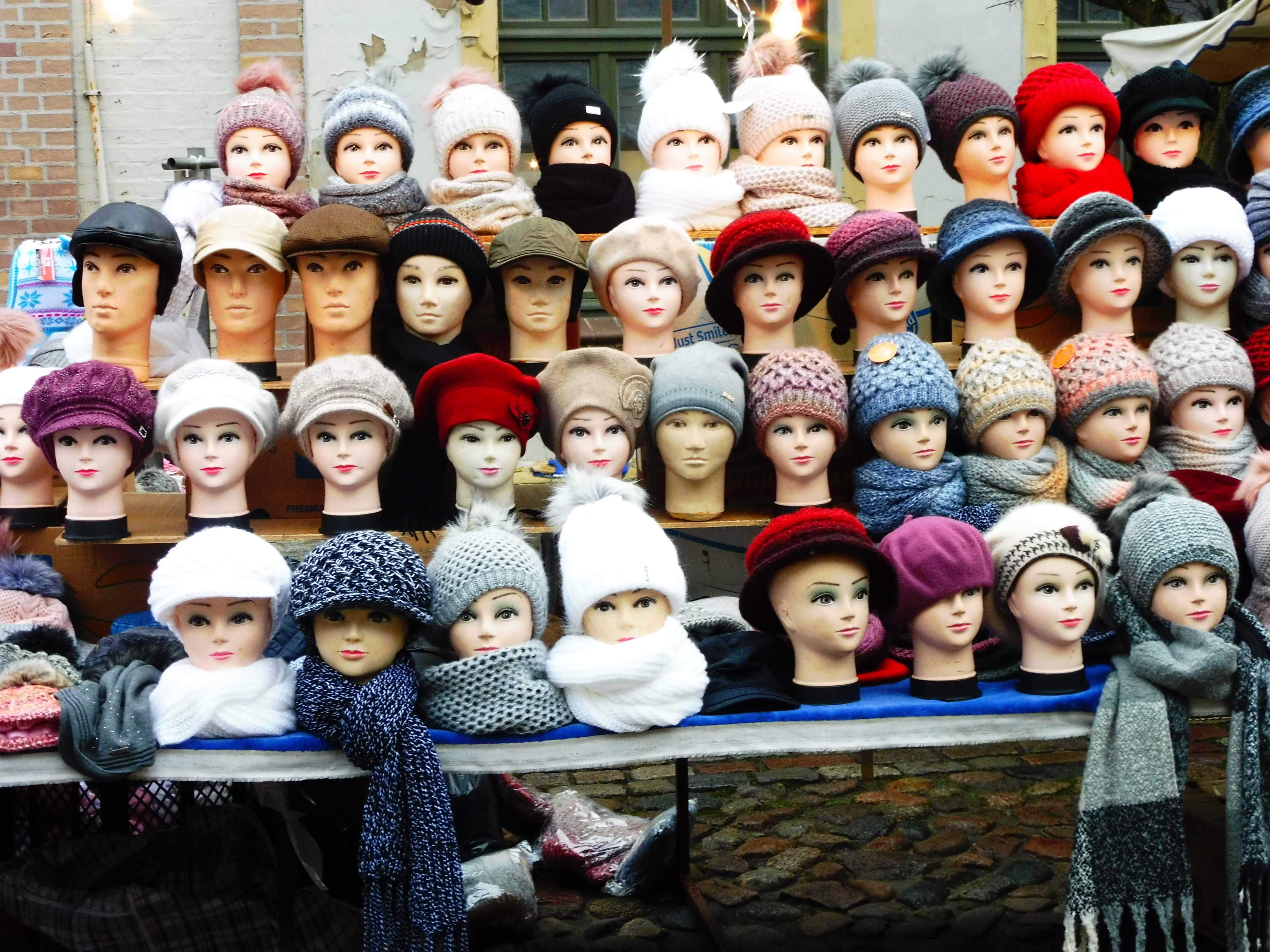
Vorweihnachtlicher Mützenverkauf in Mecklenburg

Eine Mütze (schweiz. und österr. auch Kappe, bair. und österr. auch Haube) ist eine weiche Kopfbedeckung aus Textilien, Leder oder Fell. Sie wird zum Schutz vor Kälte, Wind und Wetter oder aus modischen, religiösen, sozialen oder beruflichen Gründen getragen. Eine Mütze hat keine umlaufende Hutkrempe. Die Mütze kann bestimmte Formen annehmen, z. B. zur Spitze hin zulaufen oder den Kopf fest umschließen. Außerdem kann sie auch mit einem Schirm, einem Nackenschutz und/oder Ohrenschützern versehen sein.
Die Frisur wird durch das Tragen einer Mütze teilweise oder ganz verdeckt.

## Wortherkunft und regionale Synonyme
Das arabische al mustaķah entstammt dem Mittelpersischen (Pahlawi) mustak und bezeichnet, mit der vorangestellten arabischen Artikelbezeichnung al, einen Pelzmantel mit langen Ärmeln. Daraus entstand das mittellateinische Wort almutia, womit ein Kapuzenmantel der Mönche gemeint war. Im Mittelhochdeutschen engte sich die Bezeichnung almuz immer mehr auf die Kapuze ein und wurde schließlich zu Mütze verkürzt. Im österreichischen Raum war im 15. und 16. Jahrhundert mutz, muzen oder mizli die Bezeichnung für eine Reihe von weichen, eng anliegenden Kopfbedeckungen oder sehr kurzen Kleidungsstücken, die Kopf und Schultern bedeckten.
Bei der Kappe handelte es sich ursprünglich ebenfalls um einen Mantel, die capa oder cappa, die besonders in Spanien oft mit einer Kapuze versehen war. Bereits um 1400 ging die Bezeichnung ebenfalls auf die Kapuze über. Außer als Bezeichnung für bestimmte Teile der liturgischen Kleidung oder von Amtstrachten ist die Bezeichnung Kappe für einen Umhang heute aus der deutschen Sprache geschwunden.
In Süddeutschland und Österreich werden, neben der gemeindeutschen Haube, „Kopfbedeckungen aus Wolle oder anderen weichen Materialien, die eng am Kopf anliegen“, als Haube bezeichnet oder verniedlichend als Hauberl. In Westösterreich werden diese Kopfbedeckungen auch Kappe genannt, in der Schweiz ebenso, dort zusätzlich zu Mütze.

## Liste

### Allgemein

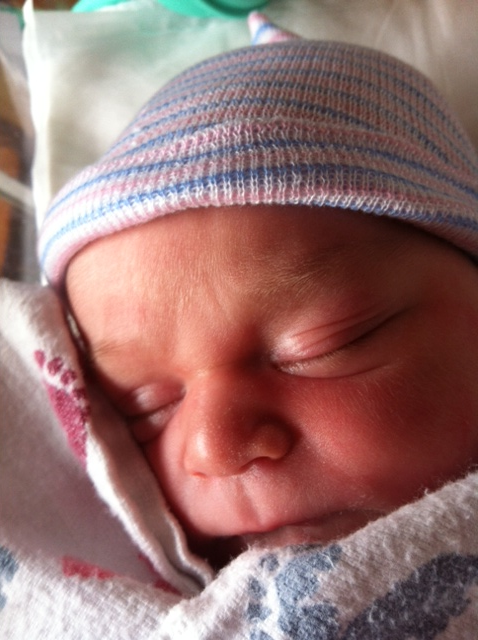
Mütze für Neugeborene

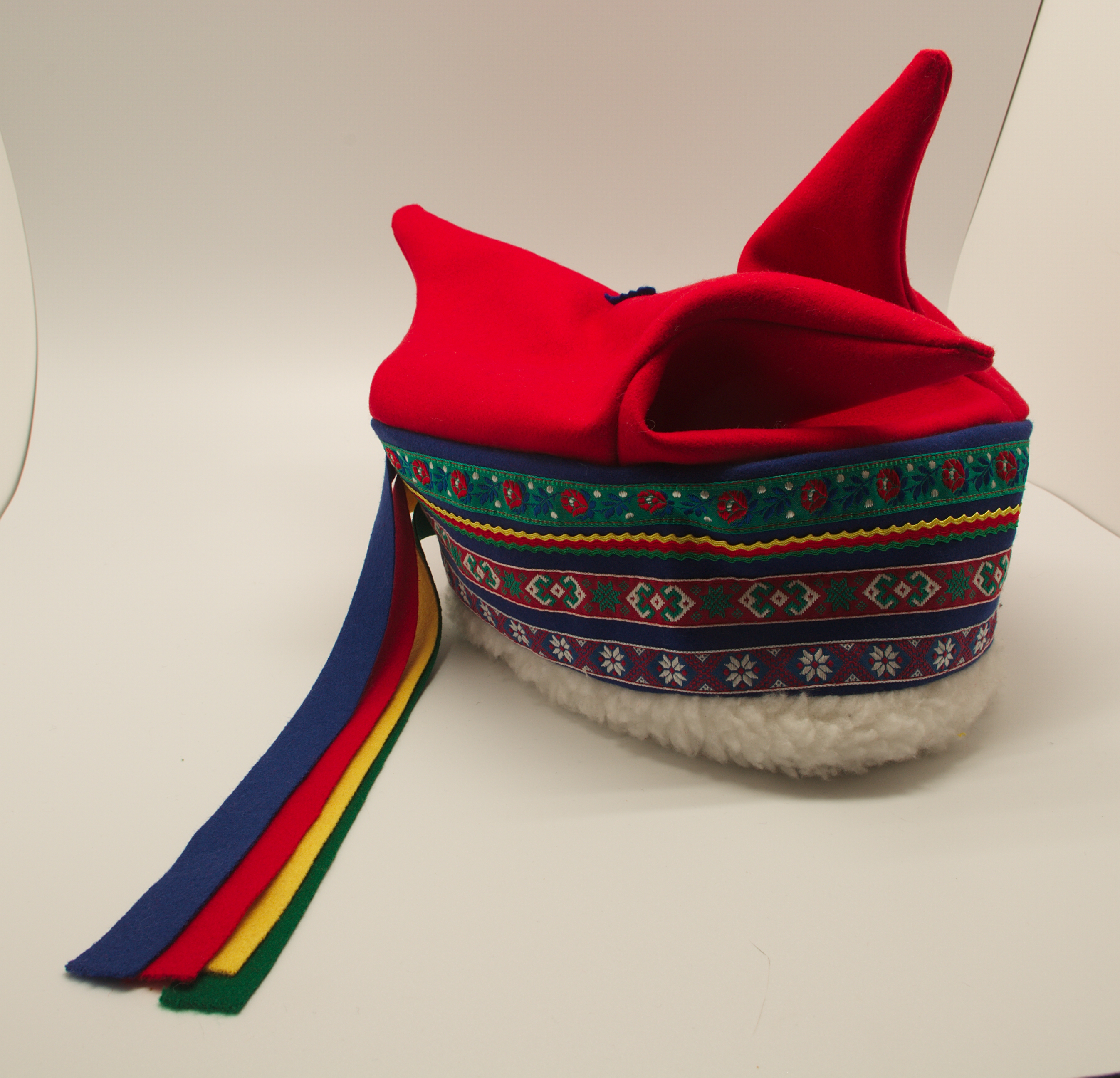
Lappenmütze

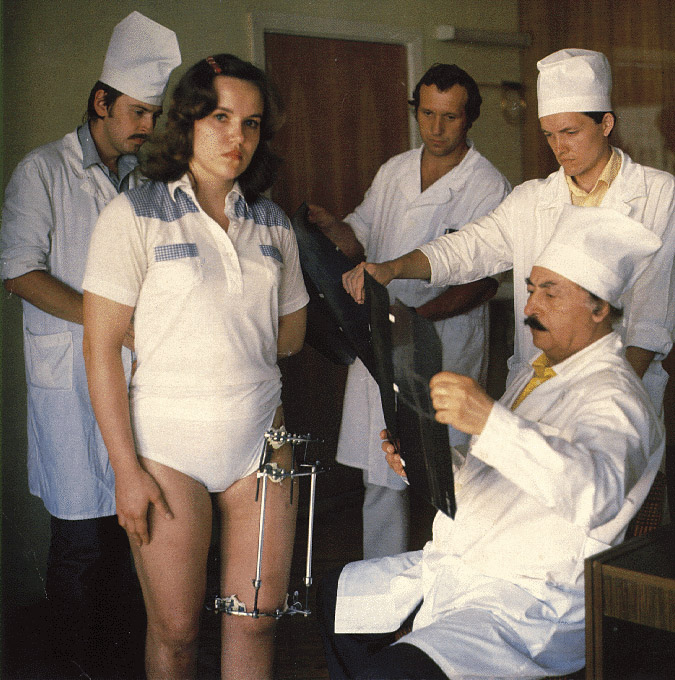
Russische Chirurgen

- Ballonmütze
- Baskenmütze
- Beanie
- Biedermeiermütze
- Boshi
- Chullo
- Fes
- Pelzmütze und Uschanka
- Phrygische Mütze
- Pudelmütze
- Schiebermütze
- Schiffermütze
- Schirmmütze[5]
- Sturmhaube (Mütze)
- Zipfelmütze

### Beruf und Tätigkeit
- Barett (Uniform)
- Bergmütze
- Bordmütze
- Feldmütze
- Grenadiermütze
- Käppi
- Kochmütze
- Nachtmütze
- Narrenkappe
- Prinz-Heinrich-Mütze
- Schiebermütze
- Schiffchen (Uniform)
- Schiffermütze
- Schirmmütze
- Studentenmütze

### Religion

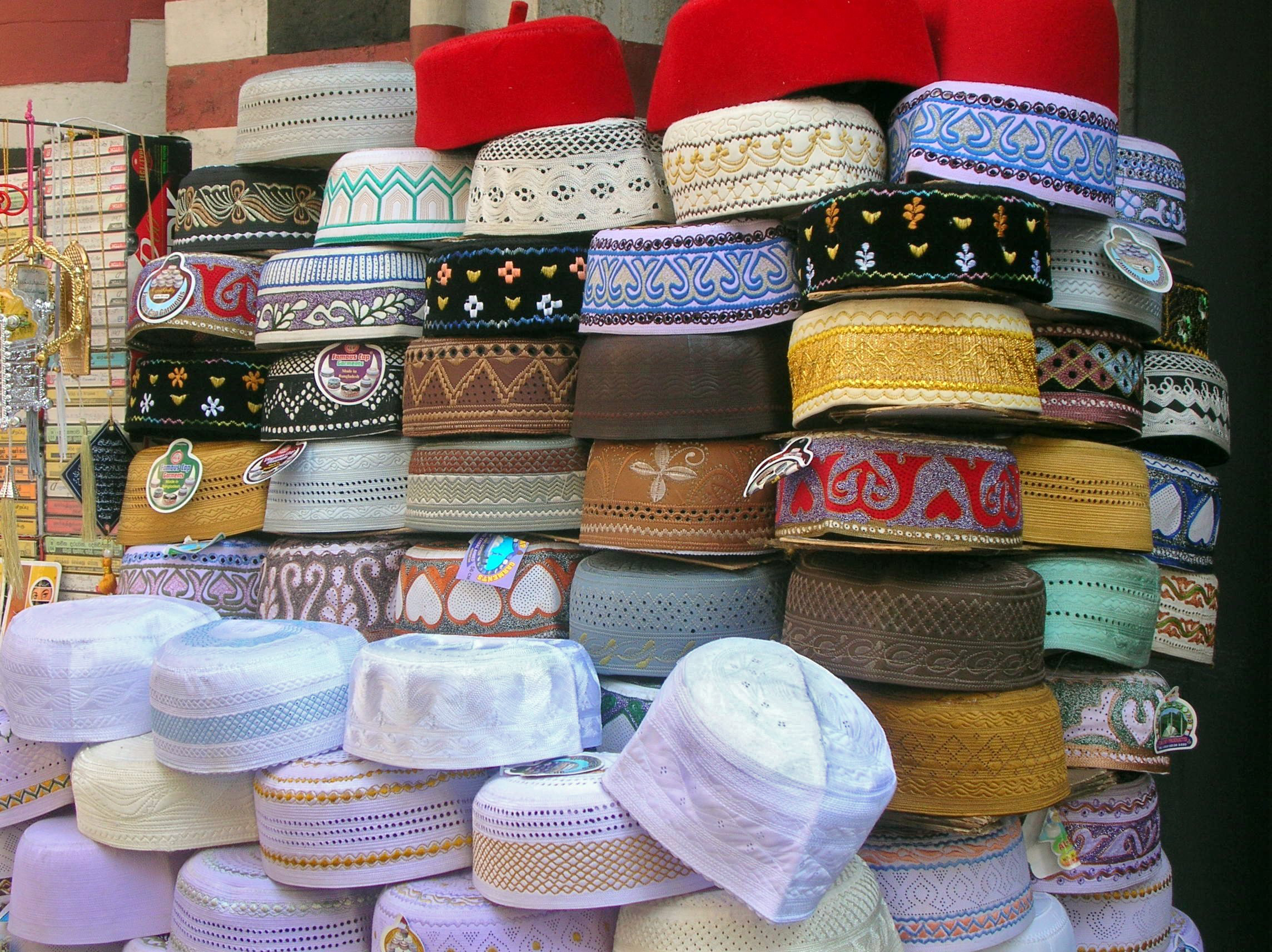
Taqiyahs

- Birett
- Camauro
- Carocha
- Haube
- Kippa oder Jarmulka
- Mitra
- Pileolus
- Schtreimel
- Takke (Islam)

### Sport
- Badekappe
- Baseballcap